# Jesse di Cartalia
Jesse di Cartalia, in georgiano: იესე, in persiano: Ali-Quli Khan, noto anche come Mustafa Pasha (Tbilisi, 1680 – Tbilisi, 1727), è stato re di Cartalia dal 1714 al 1716 e nuovamente dal 1724 al 1727.

## Biografia
Figlio del principe Levan e della sua seconda moglie, Tinatin Avalishvili. Jesse accompagnò suo padre durante il suo servizio in Persia dove entrò a far parte della corte safavide, si convertì all'Islam e prese il nome arabo di Ali-Quli Khan. Ricoprì diverse posizioni di rilievo sulla frontiera orientale e combatté, dal 1705 al 1714, sotto suo zio Gurgin Khan e poi sotto suo fratello Kai Khosraw contro i ribelli afghani. Venne nominato naib di Kerman (1708–1709), beylerbey di Kerman (1709–1711) ed infine top'chibash (generale d'artiglieria) dell'esercito persiano (1711–1714).

### Il primo regno
Nel marzo del 1714, venne confermato wali/re di Cartalia al posto di suo fratello Vakhtang VI che aveva rifiutato di aderire all'Islam. Con la sua ascesa al trono, Ali Quli-Khan si alleò con un altro govermante georgiano, David II di Cachezia (Imamquli-Khan) per respingere gli attacchi dei clan daghestani ma si trovò di fronte l'opposizione dei nobili. Diede prova di essere incompetente in ambito militare e dedito invece all'alcool. Incapace di mantenere l'ordine nei propri possedimenti, nel giugno del 1716 venne rimpiazzato per volontà dello scià con suo fratello Vakhtang dopo che quest'ultimo aveva scelto di rinunciare al cristianesimo.

### La prigione e la conversione
Ali si spostò a Telavi, in Cachezia, ma dovette arrendersi al figlio di Vakhtang, Bakar, reggente di Cartalia. Venne posto in arresto a Tbilisi, dove si riconvertì al cristianesimo. Rilasciato nel 1721 per ordine di Vakhtang VI, gli venne garantito il possesso di Mukhrani e venne nominato mdivanbeg (giudice) di Cartalia. Quando Costantino II di Cachezia (Mahmad Quli-Khan) si mosse con un'armata persiana per rimuovere Vakhtang dalla sua posizione nel 1723, Jesse decise di abbandonare le armate del fratello, si avvicinò agli ottomani, divenne musulmano sunnita e venne restaurato come sovrano di Cartalia col nome di Mustapha Pasha. Il suo potere, ad ogni modo, fu in gran parte puramente nominale ed il governo venne condotto perlopiù da un comandante militare turco. Mustapha rimase leale alla Sublime porta quando i georgiani cercarono di creare una rivolta popolare nel 1724. Ad ogni modo, gli ottomani abolirono il regno di Cartalia con la sua morte nel 1727, imponendo la loro diretta amministrazione nel territorio.

## Famiglia
Jesse si sposò due volte, pur mantenendo più di una concubina. Il suo primo matrimonio fu nel 1712, con la principessa Mariam (fl. 1692–1767), figlia del principe Erasti Qaplanishvili-Orbeliani, il quale la ereditò dal suo primo marito, il principe Kaikhosro Amirejibi. L'ex regina, con suo nipote Dimitri, ad ogni modo venne ben presto esiliata quando rifiutò di convertirsi all'Islam, recandosi in Russia, ad Astrachan', dove gli venne ordinato di rimanere.
Nel 1715, Jesse si sposò con la principessa Elene-Begum (1687 – 27 aprile 1750), figlia di re Eraclio I di Cachezia, che poi si ritirò in un monastero col nome di Elisabetta.
Jesse ebbe undici figli:
- Il principe Alexander (Ishaq Beg) (c. 1705–1773) nacque da una concubina nell'Iran safavide come musulmano, [senza fonte] e fu chiamato Ishaq Beg. Il principe Alexander, come figlio primogenito di suo padre, il re Jesse di Kartli, fu scelto come principe ereditario ed erede al trono del regno di Kartli da suo padre e dai persiani. Per questo motivo, dal 1743 al 1744, il principe Alexander lavorò come governatore di Kartli (1743–1744) e servì anche come luogotenente (janisin) di Kartli, allora sotto l'influenza iraniana, il tutto come parte della sua formazione per diventare re del Regno di Kartli. Dopo la morte di suo padre, fu minacciato di morte dal ramo kakheti dei Bagrationi del regno di Kakheti. Fu presto rimosso dall'incarico da suo cugino Teimuraz II, appunto del ramo rivale Bagrationi di Kakheti, che divenne re di Kartli nel 1744. Il principe Alexander Ishaq Beg si unì alla fazione di opposizione guidata dal suo geloso fratellastro Abdullah Beg, che era anche un pretendente al trono, ma nonostante le loro differenze, unirono le loro forze per cercare di salvare insieme il regno, ma presto entrambi dovettero sottomettersi al potere ascendente dei Kakhetian Bagrationi. I Bagrationi di Kakheti e i Bagrationi di Mukhrani hanno condotto una guerra ventennale per il diritto di governare il Regno di Kartli. I Bagrationi di Mukhrani, che cercarono di salvare il principe Alexander e provarono a fargli finalmente ricevere il suo legittimo titolo e trono di re del regno di Kartli, presero il titolo di reggenti per se stessi in sua assenza ma non presero mai quello di re in onore di suo padre, il re Jesse di Kartli, l'ultimo vero re di Kartli. Alla fine, il ramo kakhetiano vinse e rovesciò sia il principe Alexander che tutti i membri della casa reale di Mukhrani, prendendo il regno di Kartli e trasformandolo nel regno di Kartli-Kakheti. Nel 1750, il principe Ishag Beg si convertì al cristianesimo, battezzato con il nome Alexander con cui sarà ricordato nel corso dei secoli, e ricevette un feudo a Kvemo Kartli. Presto, i suoi rapporti con Teimuraz andarono di nuovo peggiorando ulteriormente e sotto continue minacce di morte da parte del ramo kakhetiano, Alexander fu costretto a fuggire in Russia nel 1759 come forma di esilio. Entrò nel servizio militare russo e prima si unì a una guarnigione ad Astrachan' e poi, nel 1761, allo squadrone georgiano a Kizlyar nei ranghi di podpolkovnik. Il principe Alexander trascorse il resto dei suoi giorni in Russia. Fu nonno di Pëtr Bagration, generale russo delle Guerre napoleoniche ed erede al trono perduto del Regno di Kartli, in seguito concesso il titolo di Knjaz dalla Casa Reale Imperiale di Russia, e riconosciuto da Napoleone Bonaparte come uno dei migliori generali russi del suo tempo con la frase "La Russia non ha buoni generali. L'unica eccezione è Bagration".
- Principe Giorgi (Alaverdi) (1713–1762), nato da Mariam. Sposò la principessa Tamar Tsitsishvili dalla quale ebbe un figlio, Dimitri (1747–1788).
- Principe Archil (Abdullah Beg) (1713–1762), nato da una concubina, pretendente al trono di Cartalia.
- Principe David (fl. 1716–1738), nato da Elene.
- Principe Nikoloz, nato da Elene.
- Principe Ioane (m. 1717), nato da Elene.
- Principessa Khoreshan (m. 1754), nato da Elene.
- Principessa Anastasia (m. 1731), nato da Elene.
- Principe Teimuraz (1720–1788), nato da Elene, patriarca cattolico di Georgia col nome di Antonio I (1744–1755, 1764–1788).
- Prince Levan (Husayn Beg) (fl. 1748–1758), nato da una concubina.
- Una figlia di cui non ci è giunto il nome, nata da una concubina.